# Vincent Curatola
Vincent Curatola (Englewood, New Jersey, 16. kolovoza 1953.) američki je glumac i scenarist. Najpoznatiji je po ulozi Johna "Johnnyja Sacka" Sacrimonija iz televizijske serije Obitelj Soprano.

## Vanjske poveznice
- Službena stranica
- Vincent Curatola u internetskoj bazi filmova IMDb-u (engl.)